# Wyższa Szkoła Ekonomiczna w Białymstoku
Wyższa Szkoła Ekonomiczna w Białymstoku – niepubliczna uczelnia w Białymstoku istniejąca od 1996 roku.

## Kierunki nauczania
Uczelnia kształci na 4 kierunkach:
- Ekonomia (studia licencjackie i magisterskie)
- Bezpieczeństwo i Higiena pracy (studia licencjackie)
- Informatyka stosowana
- kierunek Prawno-Finansowy.

## Struktura organizacyjna
W WSE istnieje 5 katedr: 
- Bezpieczeństwa i Higieny Pracy
- Ekonomii
- Finansów i Rachunkowości
- Metod Ilościowych
- Zarządzania i Prawa

oraz Studium Języków Obcych i Studium Wychowania Fizycznego.

## Nagrody i wyróżnienia w latach 2008–2011
- Certyfikat „Uczelnia liderów” (2011)
- Medal Europejski dla studiów na kierunku „Ekonomia” (2008) i „Stosunki Międzynarodowe” (2009)
- „Pozytywista Roku 2008”
- „Jaskółka Rynku Pracy 2008”
- „Najlepsza Inwestycja w Człowieka 2008”
- 2. miejsce w Akademickich Mistrzostwach Polski w Koszykówce (wśród uczelni niepublicznych)
- 1. miejsce wśród uczelni ekonomicznych woj. podlaskiego (Ranking Newsweek Polska 2008)